# Впливна величина
Впливна́ величина́ — фізична величина, яка впливає на результат вимірювання, але не є вимірюваною величиною.

## Вимірювання впливних величин
Згідно з технічним регламентом засобів вимірювальної техніки, затвердженим постановою Кабінету Міністрів України, впливна величина може бути завадою, що має значення в границях, які встановлені відповідними вимогами, але поза встановлених нормованих робочих умов для засобів вимірювальної техніки. Впливна величина є завадою, якщо для цієї впливної величини не встановлено нормований робочий режим. Якщо інше не визначено у технічних регламентах на конкретний вид засобу вимірювальної техніки, то використовуються основні вимоги за умови, що кожна впливна величина діє і її вплив оцінюється окремо, а всі інші впливні величини підтримуються відносно незмінними на рівні їх номінальних значень. Метрологічні випробування повинні проводитися під час або після дії впливної величини.